# Sauðárkrókur
Sauðárkrókur (PRONÚNCIA) é uma pequena cidade do norte da Islândia, localizada na península de Skagi, nas margens do fiorde Skagafjördur.

Tem cerca de 2 609 habitantes (2024), e é sede da Comuna de Sauðárkrókur e centro administrativo da Região Noroeste (Norðurland vestra).
A cidade é um centro regional de indústria piscatória, de comércio e de serviços, com destaque para o porto de pesca, as fábricas de transformação de peixe, o aeroporto, o hospital e a escola secundária.
A região é conhecida pela criação de cavalos da Islândia.

## Transportes
Dispõe do aeroporto de Sauðárkrók (Sauðárkróksflugvöllur) para voos domésticos.

## Educação
A cidade conta com ensino superior:

- Universidade de Hólar (islandês: Háskólinn á Hólum)

## Galeria

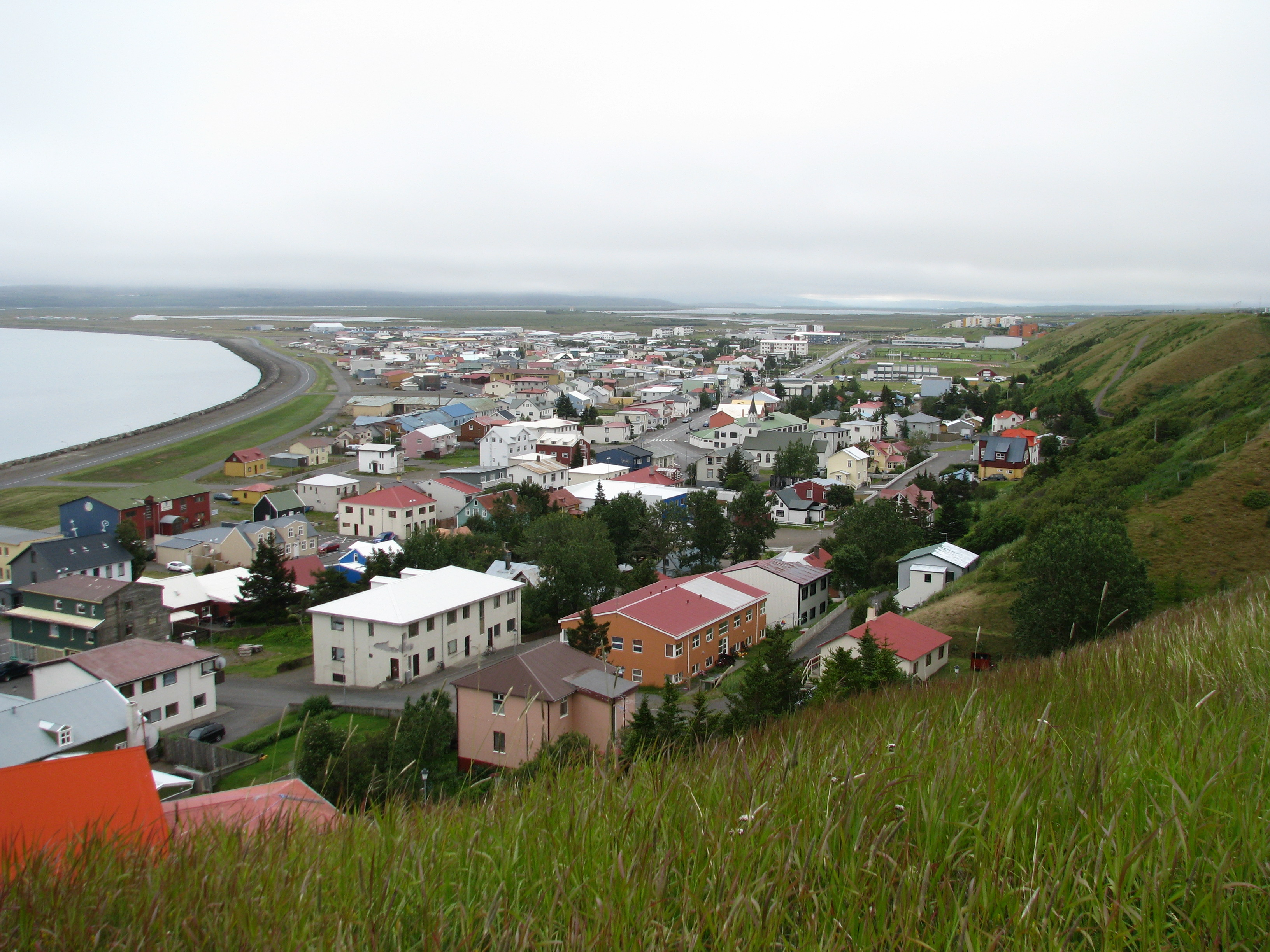
Vista da cidade
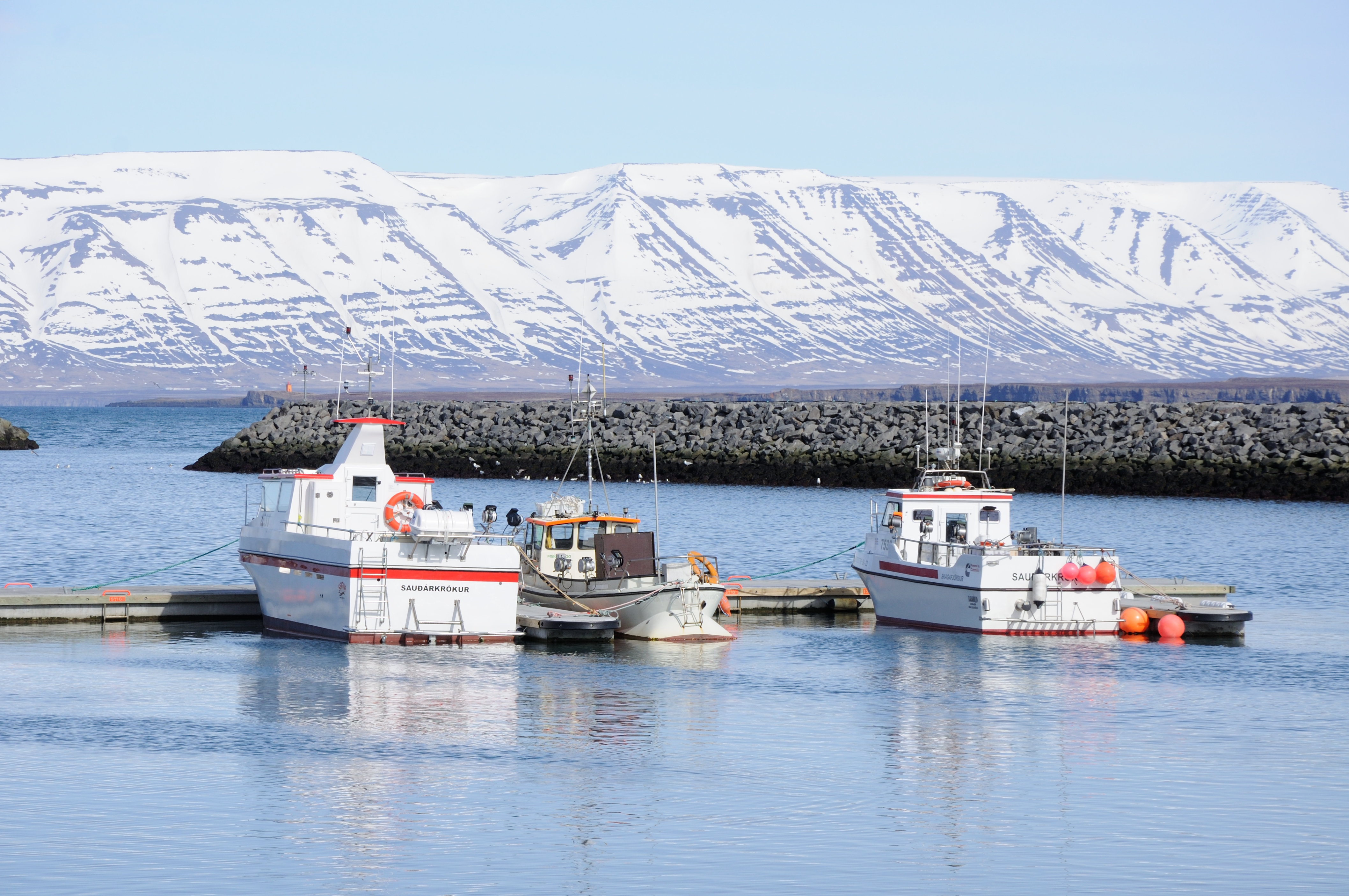
Barcos de pesca no porto
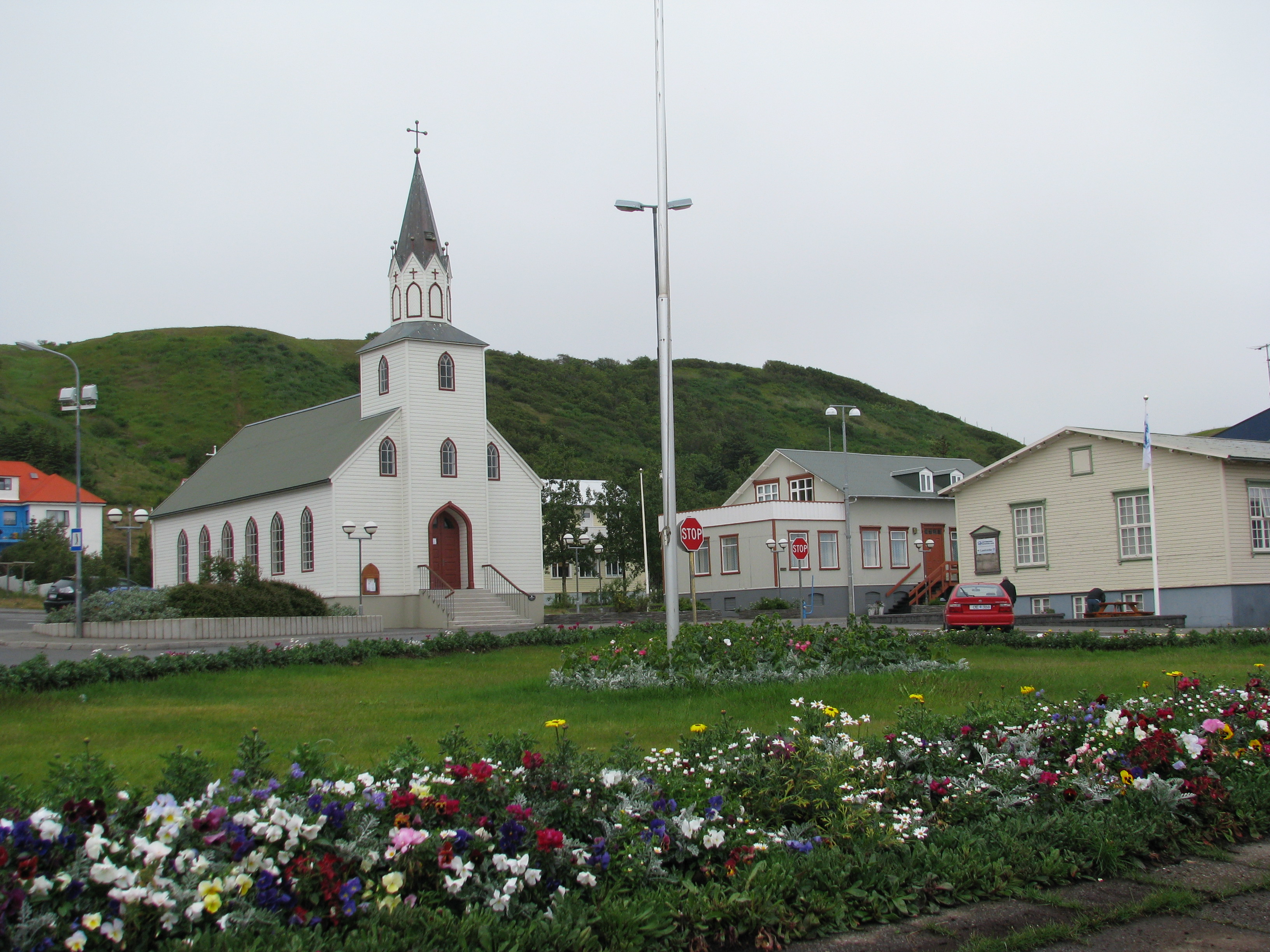
A igreja
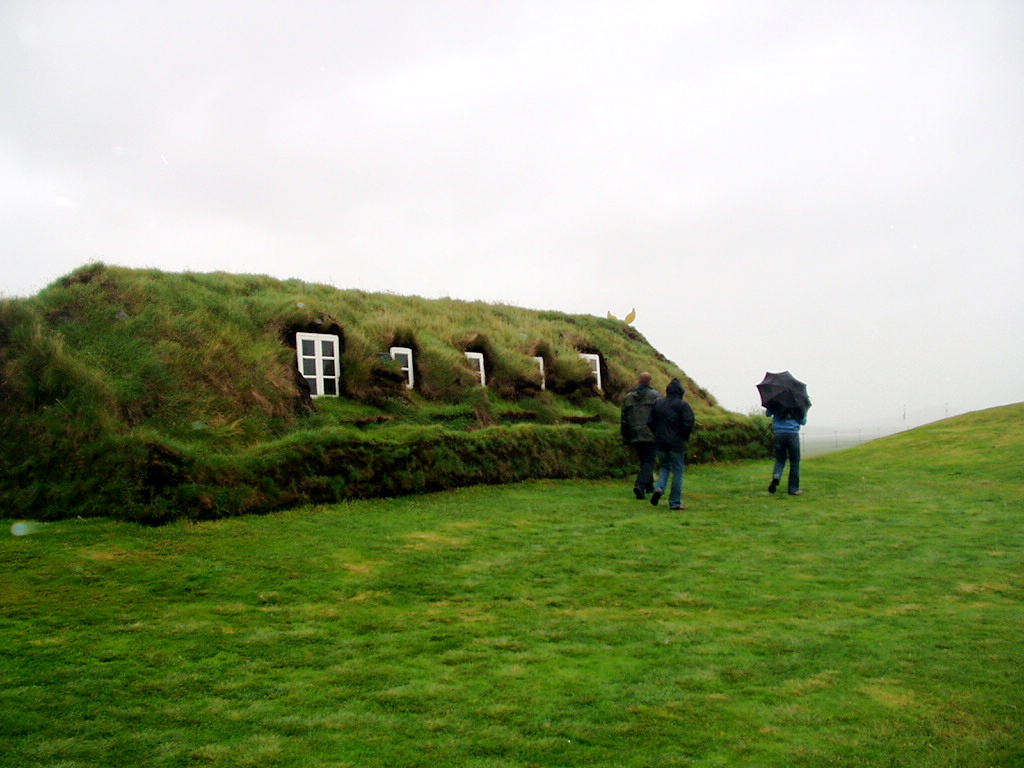
O Museu Glaumbær